# Kriege nach 1945
Die Reihe Kriege nach 1945 wurde von 1980 bis 1989 im Militärverlag der DDR herausgegeben. Es handelt sich um Softcover-Ausgaben, die die Kriege und Konflikte nach 1945 aus Sicht der sozialistischen Militärwissenschaft darstellten. Es wurden 8 Bände veröffentlicht.

## Liste
| Jahre der Auflagen | Autor                  | Titel                                                                                                  | Krieg/Konflikt |
| ------------------ | ---------------------- | --- | --- |
| 1980/1982          | Olaf Groehler          | Der Koreakrieg 1950 bis 1953. Das Scheitern der amerikanischen Aggression gegen die KDVR               | Koreakrieg 1950–1953                                                                                                 |
| 1981/1984          | Günter Engmann         | Spannungsherd Nahost. Kriege zwischen Israel und den Arabern                                           | Nahostkonflikt |
| 1983               | Günter Engmann         | Die USA-Aggression gegen Vietnam                                                                       | Vietnamkrieg 1955–1975                                                                                               |
| 1984               | Helmut Nimschowski     | Der nationale Befreiungskrieg des algerischen Volkes (1954–1962)                                       | Algerienkrieg 1954–1962                                                                                              |
| 1986/1989          | Rainer Lambrecht       | Der Krieg im Südatlantik. Die argentinisch-britische Konfrontation um die Falklandinseln/Malwinen 1982 | Falklandkrieg 1982                                                                                                   |
| 1986               | Werner Pade            | Kuba. Volksbefreiungskrieg und Verteidigung einer Revolution                                           | Kubanische Revolution 1953–1959 und Invasion in der Schweinebucht 1961                                               |
| 1987               | Bernhard Heimann       | Krieg in Vietnam 1946–1954. Die Aggression des französischen Imperialismus in Indochina                | Indochinakrieg 1946–1954                                                                                             |
| 1988               | Malte Letz/Detlef Wahl | Mittelamerika. Bewaffnete Befreiungskämpfe in: Nikaragua, El Salvador, Guatemala                       | Nicaraguanische Revolution 1978–1979, Bürgerkrieg in El Salvador 1980–1991, Guatemaltekischer Bürgerkrieg 1960–1996, |